# Проданный смех
«Про́данный смех» — советский двухсерийный музыкальный телефильм, снятый по мотивам сказки Джеймса Крюса «Тим Талер, или Проданный смех» (1962) в 1981 году.

## Сюжет
Это удивительная история о мальчике-сироте Тиме Талере, променявшем свой бесценный дар, беззаботный заразительный смех, на способность выигрывать любое пари. Эта фантастическая сделка была заключена с бароном Тречем. Очень скоро Тим понимает, что лишившись смеха, он потерял способность противостоять невзгодам и, несмотря на несметные богатства, которые он теперь может получить, не может чувствовать себя счастливым.
Узнав на горьком опыте, что умение быть счастливым — гораздо более ценный дар, чем все богатства мира, главный герой решает во что бы то ни стало вернуть свой смех, и в этом ему помогают его верные друзья. Им удаётся найти решение, заключив всего лишь одно пари.

## В ролях
- Александр Продан — Тим Талер, главный герой (вокал — Ольга Рождественская)
- Павел Кадочников — барон Чезаре (впоследствии Чарльз) Треч, главный антагонист фильма (вокал — Геннадий Трофимов)
- Евгения Григорьева — Габи, старшая дочь госпожи Бебер (вокал — Ольга Рождественская)
- Анастасия Нечаева — Мари, младшая дочь госпожи Бебер
- Вадим Белёвцев — Эрвин, сводный брат Тима (1 серия)
- Наталья Гундарева — госпожа Бебер, хозяйка булочной
- Екатерина Васильева — мачеха Тима (1 серия; вокал — Лариса Долина)
- Надежда Румянцева — Эмма Рикерт
- Юрий Катин-Ярцев — Христиан Рикерт, директор пароходства
- Гасан Мамедов — Крешимир
- Александр Галевский — Джонни, рулевой парохода «Дельфин» (2 серия; вокал — Максим Дунаевский)
- Игорь Дмитриев — 1-й человек из свиты Треча (намагниченный)
- Борислав Брондуков — 2-й человек из свиты Треча (фотограф)
- Марк Айзикович — 3-й человек из свиты Треча (шофёр)
- Фёдор Никитин — учитель (1 серия)
- Леонид Бакштаев — отец Тима (1 серия; вокал — Геннадий Трофимов)
- Урмас Кибуспуу[эст.] — Джованни, кассир на ипподроме (1 серия; в титрах — У. Кипуспуу)

### В эпизодах
- Эммануил Геллер — 1-й деловой партнёр Треча (2 серия)
- Иван Мацкевич — 2-й деловой партнёр Треча (2 серия)
- Александр Денисов — зритель на ипподроме (1 серия)
- Леонид Нечаев — капитан «Дельфина» (2 серия)
- Дмитрий Иосифов — мальчик-коридорный (2 серия)
- Валентин Букин — шпик барона Треча (2 серия)
- Михаил Петров — слуга барона Треча (2 серия)

## Съёмочная группа
- Автор сценария: Инна Веткина
- Режиссёр-постановщик: Леонид Нечаев
- Оператор-постановщик: Владимир Калашников
- Художник-постановщик: Алим Матвейчук
- Композитор: Максим Дунаевский
- Текст песен: Леонид Дербенёв

## Песни
В фильме звучат песни композитора Максима Дунаевского на слова Леонида Дербенёва:
Первая серия:
- «Песня о смехе» — Геннадий Трофимов
- «Песня музыкальной машины» — Геннадий Трофимов и Людмила Ларина
- «Кто бы что ни говорил» — Ольга Рождественская, Людмила Ларина и Геннадий Трофимов
- «Песня о контракте» — Геннадий Трофимов
- «Великий спор» — Геннадий Трофимов, Ольга и Жанна Рождественские
- «Песня ипподрома» — Максим Дунаевский. Эта песня присутствует только в оригинальной версии фильма. Фильм подвергся цензуре, из-за которой песня ипподрома и несколько других сцен были вырезаны. По телевидению показывают именно версию с купюрами. Она же была издана на DVD. Версия без купюр была издана только на VHS.[источник не указан 192 дня]
- «Песня мачехи» — Лариса Долина

Вторая серия:
- «Песня о детстве» — Геннадий Трофимов
- «Песня негритёнка» — Ольга Рождественская
- «Песня о друзьях» — Ольга Рождественская
- «Матросик» — Жанна Рождественская
- «Кто бы что ни говорил» (реприза) — Ольга Рождественская, Людмила Ларина и Максим Дунаевский